# Inês de Medeiros

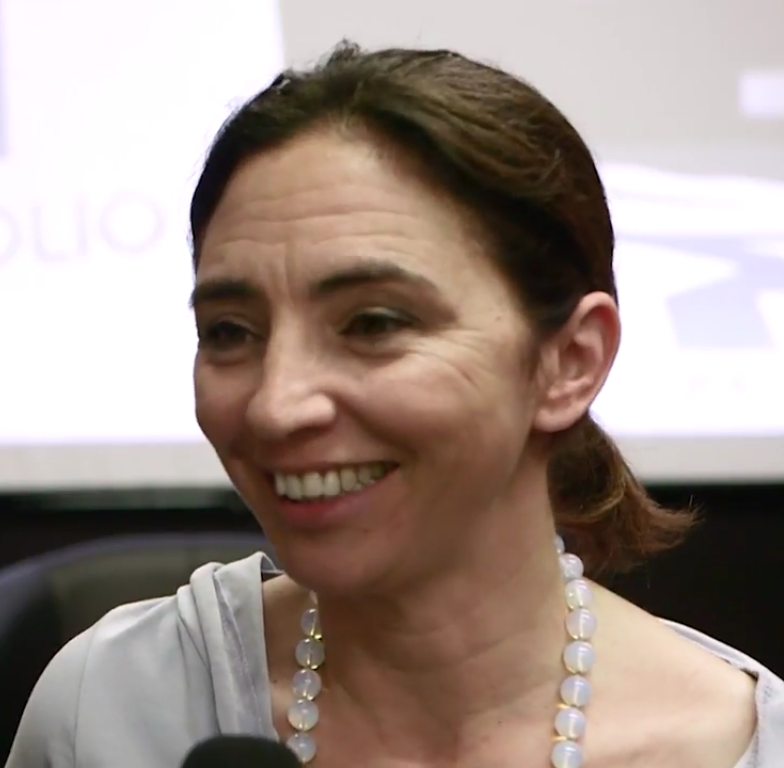
Inês de Medeiros

Inês de Saint-Maurice de Esteves de Medeiros Victorino d’Almeida (* 15. April 1968 in Wien, Österreich) ist eine portugiesische Schauspielerin und Politikerin.

## Biografie
Sie wurde in Wien geboren, wo ihr Vater António Victorino de Almeida an der portugiesischen Botschaft Kulturattaché war. Seit 1975 lebt sie in Lissabon. Wie ihre Schwester Maria de Medeiros wurde sie Schauspielerin sowohl am Theater (seit 1985) als auch im Film. In A Culpa (1980), dem Film ihres Vaters, stand sie erstmals vor der Kamera.
Ab 1986 studierte sie an der Universidade Nova in Lissabon portugiesische Literatur und Philosophie und nahm Unterricht in Operngesang. Sie studierte Theater an der Sorbonne in Paris, wo sie bis heute einen Wohnsitz hat.
Sie spielte in etwa 30 Filmen mit, u. a. von Paulo Rocha (dem Mitbegründer des Novo Cinema), João Botelho, José Álvaro Morais, António da Cunha Telles und João César Monteiro. Außerdem spielte sie in französischen, belgischen und portugiesischen Fernsehproduktionen. Zuletzt begann sie, Regie bei eigenen Filmen zu führen.
Sie ist Mitglied der Partido Socialista (PS) und war Organisatorin der Präsidentschaftskandidatur von Jorge Sampaio 1996. Seit 2009 ist sie Parlamentsabgeordnete und Vizepräsidentin der Fraktion der PS im portugiesischen Parlament. 2010 überstand sie politische Kontroversen um ihre öffentlich bezahlten Flüge zwischen Paris und Lissabon.

## Filmografie

### Schauspielerin
- 1980: Die Schuld (A Culpa); R: António Victorino de Almeida
- 1983: Ohne Schatten von Sünde (Sem Sombra de Pecado); R: José Fonseca e Costa
- 1987: Eden - Miseria; R: Christine Laurent
- 1988: Harte Zeiten für unsere Zeiten (Tempos Difíceis); R: João Botelho
- 1988: Ein Stein in der Tasche (Uma pedra no bolso); R: Joaquim Pinto
- 1988: Der Erwünschte (O Desejado); R: Paulo Rocha
- 1989: Die Viererbande (La Bande des quatre)
- 1989: Das Winterkind (L' Enfant de l'hiver); R: Olivier Assayas
- 1989: Das Blut (O Sangue); R: Pedro Costa
- 1989: Erinnerungen an das gelbe Haus (Recordações da Casa Amarela); R: João César Monteiro
- 1989: Máscara de Aço contra Abismo Azul; R: Paulo Rocha (TV)
- 1990: Adieu mes jolies; R: David Delrieux (TV)
- 1990: Wo die Sonne scheint (Onde bate o sol); R: Joaquim Pinto
- 1991: Die Hörner des Kronos (Os Cornos de Cronos); R: José Fonseca e Costa
- 1992: Hier auf Erden (Aqui na terra); R: João Botelho
- 1992: Der Wiederaufbau (A Reconstrução); R: Sérgio Godinho (Kurzfilm)
- 1992: Pandora; R: António da Cunha Telles
- 1993: Schwarzes Licht (Lumiére noire); R: Med Hondo
- 1993: Zéfiro; R: José Álvaro Morais
- 1994: Auf Wiedersehen, Prinzessin (Adeus Princesa); R: Pedro Costa
- 1994: Emmène-moi; R: Michel Spinosa, Drehbuch und Produzent: Gilles Bourdos
- 1994: Le joueur de violon; R: Charles van Damme
- 1994: Drei Palmen (Três Palmeiras); R: João Botelho
- 1995: Lava-Haus (Casa de Lava) (Lava-Haus); R: Pedro Costa
- 1995: The Incubator; R: Jeanne Waltz
- 1997: Ossos (deutscher Fernsehtitel: „Haut und Knochen“); R: Pedro Costa
- 1997: Sorrisi asmatici - Fiori del destino; R: Tonino De Bernardi
- 1999: Appassionate; R: Tonino De Bernardi
- 2000: Birdwatcher; R: Gabriel Auer
- 2000: El Medina (Die Stadt); R: Yousry Nasrallah
- 2011: „Liberdade 21“ (TV-Serie, 1 Folge)

### Regie
- 1998: Senhor Jerónimo Kurzfilm
- 2002: O Fato Completo Kurzfilm
- 2006: Cartas a uma Ditadura (Briefe an eine Diktatur, Doku)